# Trägheitsrad

Drallstabilisierung von Satelliten
durch Eigendrehung (Spin) (1),
durch Trägheitsrad (2);
Lageänderung durch Reaktionsschwungräder (3),
durch Momentenkreisel (4)

In der Raumflugtechnik ist ein Trägheitsrad (englisch momentum wheel), Drallrad, Stabilisierungsschwungrad, manchmal auch Gyroskop, ein massereicher Kreisel, der die Ausrichtung eines Flugkörpers stabilisiert. Die frühen Satelliten erhielten ihre Raumstabilisierung noch durch eine Eigendrehung des gesamten Satelliten.
Ein Trägheitsrad läuft ständig mit hoher Drehzahl und hohem Drehimpuls und erzeugt dadurch einen stabilisierenden Drall, d. h., die Reaktion auf Störmomente quer zur Drehachse des Rades wird minimiert. Deshalb gibt es typischerweise nur ein Drallrad (ggf. zwei redundante) pro Satellit. Trägheitsräder werden z. B. bei klassischen drallstabilisierten GEO-Satelliten eingesetzt.
Ist der Laufkäfig des Trägheitsrads drehbar, so lässt sich der Satellit damit beliebig ausrichten (Momentenkreisel / CMG); das Trägheitsrad übernimmt dann die Funktion mehrerer Reaktionsräder (s. u.).

## Unterschied zu Reaktionsrädern
Trägheitsräder sind nicht mit Reaktionsrädern zu verwechseln, die nicht zur Stabilisierung der Lage eines Satelliten dienen, sondern zur Änderung. Ein Reaktionsrad ist im Normalfall im Stillstand und wird nur zum Neu-Ausrichten des Satelliten oder zum Ausgleich äußerer Störmomente auf eine entsprechende Drehzahl gebracht. Solche Änderungen der Drehzahl des Reaktionsrades drehen den Satelliten entlang der Rotationsachse des Rades, jedoch in Gegenrichtung (Drehimpulserhaltung).
Typischerweise gibt es mehrere Reaktionsräder pro Satellit, deren Drehachsen in unterschiedlichen Raumrichtungen (des Satelliten) ausgerichtet sind. Reaktionsräder sind mechanisch hoch beansprucht, daher spielt auch hier die Ausfallsicherheit durch Redundanz eine große Rolle. So sind z. B. in der Internationalen Raumstation vier Reaktionsräder verbaut und im Hubble-Weltraumteleskop sechs.